# Ursula Preuhs
Ursula Preuhs (30 de Setembro de 1931 – 4 de Novembro de 2024) foi uma política alemã. Membro do Partido Social-Democrata, serviu no Parlamento de Hamburgo de 1986 a 1997.
Preuhs faleceu em Hamburgo a 4 de Novembro de 2024, aos 93 anos.